# Horaismoptera hennigi
Horaismoptera hennigi är en tvåvingeart som beskrevs av Curtis W. Sabrosky 1978. Horaismoptera hennigi ingår i släktet Horaismoptera och familjen Canacidae.
Artens utbredningsområde är Sri Lanka. Inga underarter finns listade i Catalogue of Life.